# Atimura koreana
Atimura koreana es una especie de escarabajo del género Atimura, familia Cerambycidae. Fue descrita científicamente por Danilevsky en 1996.
Se distribuye por Corea. Posee una longitud corporal de 6 milímetros. El período de vuelo de esta especie ocurre únicamente en el mes de junio.